# Referendum in Uzbekistan del 2002
Il referendum in Uzbekistan del 2002 si svolsero il 27 gennaio 2002. Questo è generalmente il terzo (insieme ai referendum del 1991 e del 1995) e finora l'ultimo referendum nazionale nella storia dell'Uzbekistan indipendente.
Secondo i dati ufficiali della Commissione elettorale centrale della Repubblica dell'Uzbekistan, l'affluenza al referendum fu del 91,58%, ed entrambe le domande sono state approvate a stragrande maggioranza dei voti: il 93,65% dei votanti approvò l'introduzione di un parlamento bicamerale (con 6,35% di contrari) e il 91,78% approvò il prolungamento del mandato presidenziale di Islom Karimov (contro l'8,22% di contrari).
Il referendum è stato criticato dalle organizzazioni per i diritti umani.

## Contesto

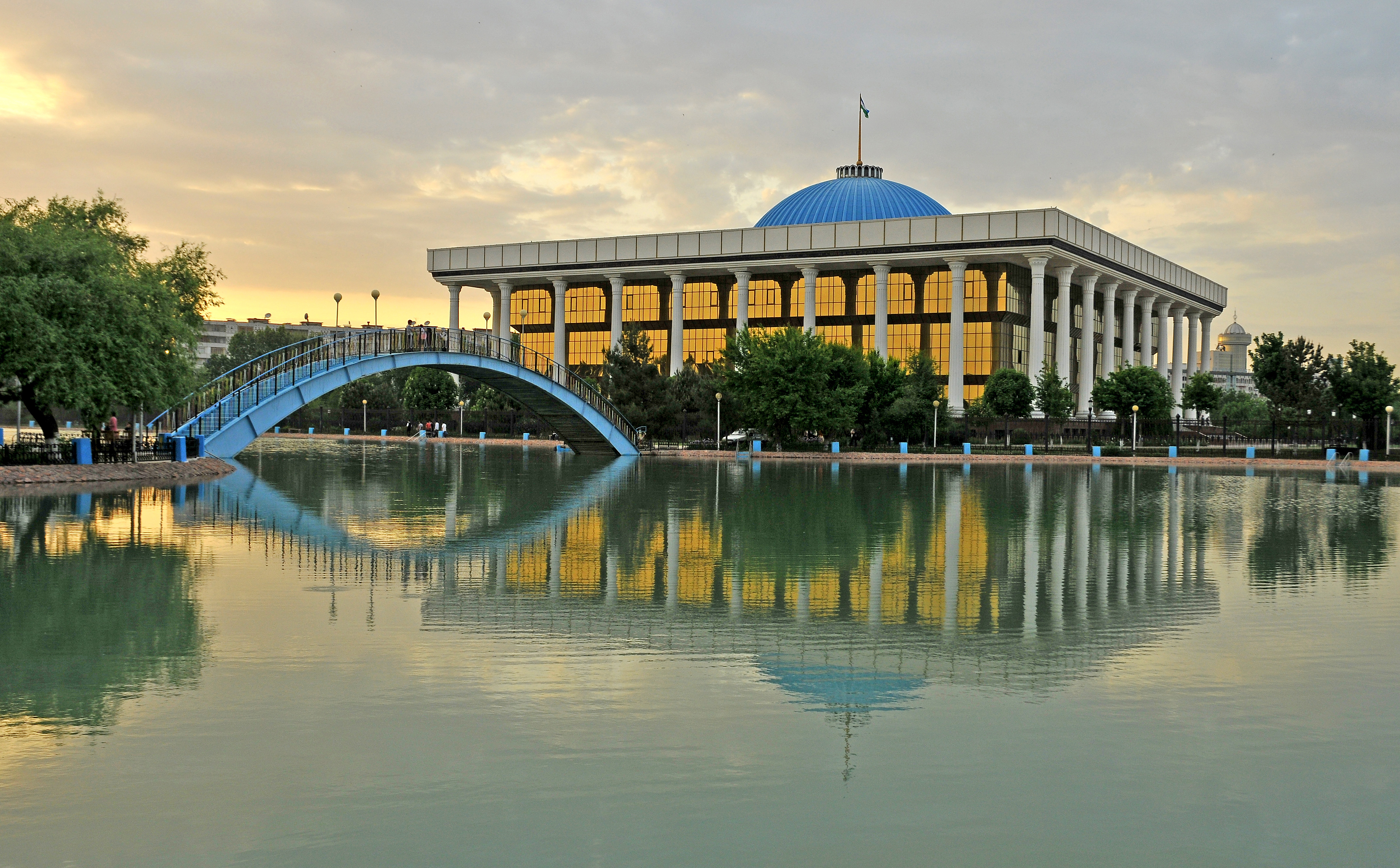
Il palazzo dell'Assemblea Suprema

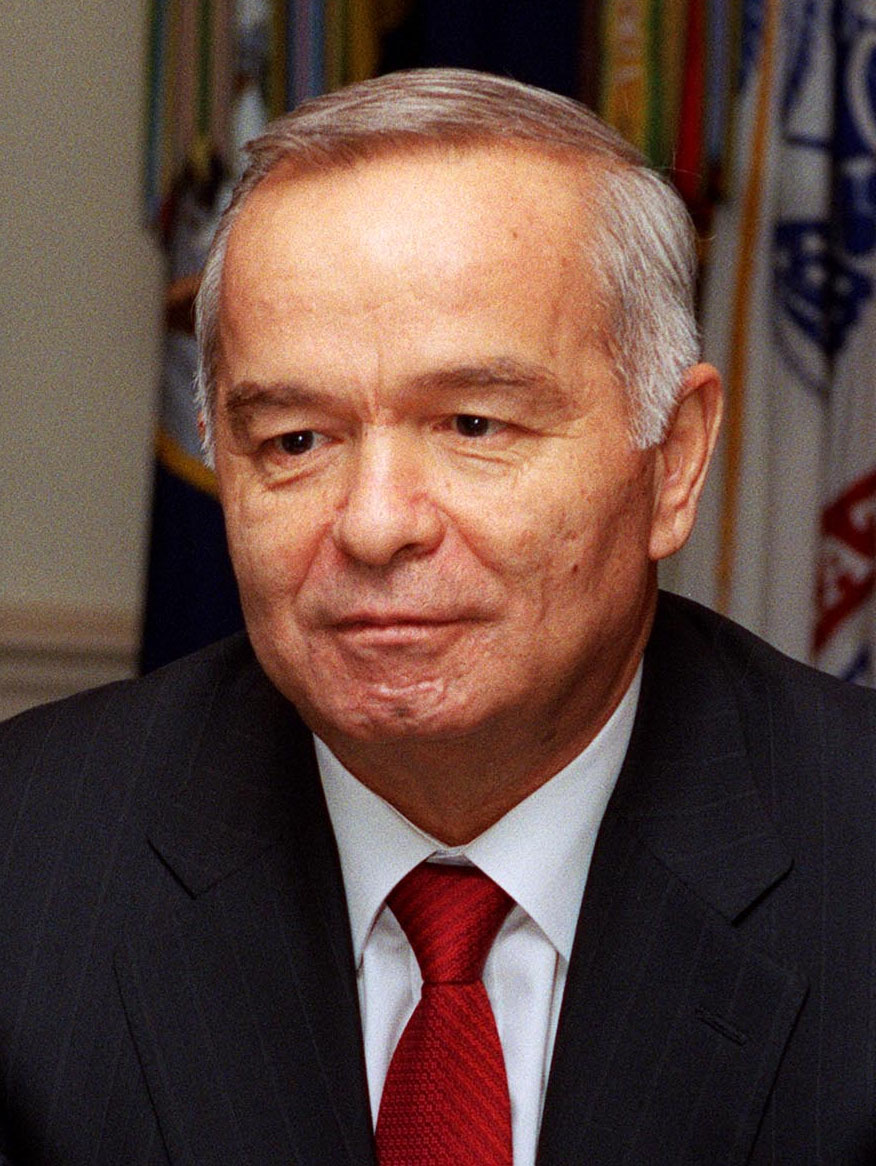
Il presidente Islom Karimov nel 2002

La Costituzione dell'Uzbekistan venne adottata l'8 dicembre 1992. Durante gli anni 1990 vennero apportate modifiche e adeguamenti minori alla Costituzione con leggi approvate dal parlamento unicamerale dell'Oliy Majlis della Repubblica dell'Uzbekistan, che non richiesero referendum nazionali.
Dopo le elezioni parlamentari del dicembre 1999, alla fine del 2000 il presidente Islom Karimov propose l'istituzione di un parlamento bicamerale, al posto dell'unica camera con 250 seggi che si riuniva solo due volte l'anno. Creando un parlamento di lavoro più piccolo, la seconda camera avrebbe avuto lo scopo di rappresentare le regioni.
La costituzione uzbeka concedeva al presidente di essere eletto per un massimo di due mandati della durata di cinque anni. Islom Karimov venne eletto per il primo mandato nel 1991, mentre nel 1995 il suo mandato venne prorogato fino al 2000 a seguito di un referendum. Il 9 gennaio 2000 Karimov venne rieletto per il secondo mandato.
Il parlamento approvò il 6 dicembre 2001 due emendamenti costituzionali, da sottoporre a referendum: oltre ad introdurre il bicameralismo parlamentare nella Repubblica dell'Uzbekistan, venne deciso contestualmente di prolungare il mandato del presidente della repubblica da cinque a sette anni, il che permise a Islom Karimov di rimanere al potere fino al 2007.

## Risultati

### Introduzione del bicameralismo parlamentare
| Scelta                        | Voti       | %      |
| ----------------------------- | ---------- | ------ |
| Sì                            | 11.344.242 | 93,65  |
| No                            | 768.828    | 6,35   |
| Schede bianche/nulle          |            | –      |
| Totale                        | 12.113.070 | 100    |
| Elettori registrati/affluenza | 13.266.602 | 91,58% |
| Fonte: Direct Democracy       |            |        |

### Prolungamento del mandato presidenziale
| Scelta                        | Voti       | %      |
| ----------------------------- | ---------- | ------ |
| Sì                            | 11.117.841 | 91,78  |
| No                            | 995.229    | 8,22   |
| Schede bianche/nulle          |            | –      |
| Totale                        | 12.113.070 | 100    |
| Elettori registrati/affluenza | 13.266.602 | 91,58% |
| Fonte: Direct Democracy       |            |        |

## Conseguenze
Il risultato finale ufficiale venne annunciato dalla Commissione elettorale centrale il 2 febbraio 2002. Il Parlamento prese atto dell'esito della votazione il 5 aprile 2002, ma la sua attuazione in un testo costituzionale non è ancora chiara: infatti, nonostante il vincolo di due mandati, Islom Karimov si ricandidò e vinse le elezioni presidenziali anche nel 2007 e 2015, rimanendo al potere complessivamente per 25 anni, fino alla morte per ictus avvenuta il 2 settembre 2016 all'età di 78 anni.